# Tsingoni
Tsingoni – miasto w zachodniej części Majotty (zbiorowość zamorska Francji); 13 934 mieszkańców (2017). Ośrodek przemysłowy.